# Доктор Кто (11-й сезон)
Премьера одиннадцатого сезона британского научно-фантастического телесериала «Доктор Кто» состоялась 7 октября 2018 года, всего запланировано 10 эпизодов. Это первый сезон, шоураннером которого является Крис Чибнелл, одиннадцатый со дня возрождения сериала в 2005 году и тридцать седьмой, если считать классические эпизоды. Кроме того, он начинает третью производственную эру в истории возрождённого сериала, эру Чибнелла, до этого была эра Расселла Ти Дейвиса (2005—2010 года) и эра Стивена Моффата (2010—2017 года), которые также получили своё название в честь того, кто был шоураннером сериала в данные годы. Первый эпизод сезона вышел в воскресенье, в то время как предыдущие эпизоды возрождённого сериала в основном демонстрировались по субботам.
В сезоне впервые полноценно появляется Джоди Уитакер в роли Тринадцатого Доктора, очередного воплощения Повелителя времени с планеты Галлифрей, путешествующего сквозь пространство и время при помощи ТАРДИС, живой машины времени, внешне выглядящей как синяя полицейская будка 1960-х. В этом сезоне у Доктора также новые спутники — Грэм, Райан и Яс, которых сыграли Брэдли Уолш, Тозин Коул и Мандип Гилл соответственно. Съёмки всех эпизодов сезона, включая рождественский спецвыпуск 2018 года, начались в ноябре 2017 года и завершились в августе 2018 года.

## Список серий
Все эпизоды одиннадцатого сезона запланированы как одночастные, то есть каждая серия является отдельной и независимой историей. В последний раз данный подход практиковался во время производства седьмого сезона. Кроме самого Криса Чибнелла, в качестве сценаристов выступили Мэлори Блэкмен, Эд Хим, Пит Мактай, Виней Патель и Джой Уилкинсон. Один из эпизодов получил название «Искатели Ведьм»..
| № | #  | Название                                                        | Режиссёр          | Сценарист                   | Зрители (в миллионах) | Индекс оценки (из 100) | Дата выхода в эфир |
| --- | -- | --------------------------------------------------------------- | ----------------- | --------------------------- | --------------------- | ---------------------- | ------------------ |
| 277 | 1  | «Женщина, которая упала на Землю» «The Woman Who Fell to Earth» | Джейми Чайлдс     | Крис Чибнелл                | 10,95                 | 83                     | 7 октября 2018     |
| В Саут-Йоркшире жизни Райана Синклера, Ясмин Хан и Грэма О’Брайена скоро изменятся, когда с ночного неба упадёт таинственная женщина, которая не может вспомнить своё имя. Поверят ли они хоть одному её слову? И сможет ли она помочь справиться с событиями, происходящими по всему городу?                                                                        |    |                                                                 |                   |                             |                       |                        |                    |
| 278 | 2  | «Призрачный памятник» «The Ghost Monument»                      | Марк Тондерай     | Крис Чибнелл                | 9                     | 82                     | 14 октября 2018    |
| Всё ещё оправляясь после первого приключения, смогут ли Доктор и её друзья выжить во враждебной инопланетной среде достаточно долго, чтобы разгадать тайну Пустоши? И кто же такие Ангстром и Эпзо? |    |                                                                 |                   |                             |                       |                        |                    |
| 279 | 3  | «Роза» «Rosa»                                                   | Марк Тондерай     | Мэлори Блэкмен Крис Чибнелл | 8,41                  | 83                     | 21 октября 2018    |
| Монтгомери, штат Алабама. 1955 год. Доктор и её друзья оказываются на Глубоком Юге Америки. Столкнувшись со швеёй по имени Роза Паркс, они задумываются, не пытается ли кто-то изменить историю. |    |                                                                 |                   |                             |                       |                        |                    |
| 280 | 4  | «Арахниды в Великобритании» «Arachnids in the UK»               | Салли Апрахамян   | Крис Чибнелл                | 8,22                  | 83                     | 28 октября 2018    |
| Доктору, Яс, Грэму и Райану удаётся вернуться в Йоркшир — и к семье Яс — лишь для того, чтобы узнать: что-то назревает среди восьминогой паукообразной популяции Шеффилда. |    |                                                                 |                   |                             |                       |                        |                    |
| 281 | 5  | «Головоломка Цуранга» «The Tsuranga Conundrum»                  | Дженнифер Перротт | Крис Чибнелл                | 7,76                  | 79                     | 4 ноября 2018      |
| Раненые и застрявшие в дебрях отдалённой галактики, Доктор, Яс, Грэм и Райан должны объединиться с группой незнакомцев, чтобы выжить против одного из самых опасных — и необычных — существ во вселенной. |    |                                                                 |                   |                             |                       |                        |                    |
| 282 | 6  | «Демоны Пенджаба» «Demons of the Punjab»                        | Джейми Чайлдс     | Виней Патель                | 7,48                  | 80                     | 11 ноября 2018     |
| Индия, 1947 год. Доктор и её друзья прибывают в Пенджаб, в то время как страна разрывается на части. Пока Яс пытается узнать тайную историю своей бабушки, Доктор узнаёт, что на этой земле обитают демоны. Кто они такие и что они хотят? |    |                                                                 |                   |                             |                       |                        |                    |
| 283 | 7  | «Керблам!» «Kerblam!»                                           | Дженнифер Перротт | Пит Мактай                  | 7,46                  | 81                     | 18 ноября 2018     |
| В посылке, адресованной Доктору, приходит таинственное сообщение, вследствие чего она, Грэм, Яс и Райан исследуют оптовый спутник Кандоки и дом крупнейшего поставщика в галактике — Керблам! |    |                                                                 |                   |                             |                       |                        |                    |
| 284 | 8  | «Искатели ведьм» «The Witchfinders»                             | Салли Апрахамян   | Джой Уилкинсон              | 7,21                  | 81                     | 25 ноября 2018     |
| Доктор, Райан, Грэм и Яс прибывают в Ланкашир XVII века и впутываются в суд над ведьмой, организованный местным землевладельцем. Страх охватывает этот край, и приезд короля Якова I лишь усиливает охоту на ведьм. Но не происходит ли что-то ещё опаснее? Смогут ли Доктор и её друзья защитить людей Байлхёрст-Крэгга от сил, скопившихся на этой земле?          |    |                                                                 |                   |                             |                       |                        |                    |
| 285 | 9  | «Оно забирает тебя» «It Takes You Away»                         | Джейми Чайлдс     | Эд Хайм                     | 6,42                  | 80                     | 2 декабря 2018     |
| На краю норвежского фьорда в наши дни Доктор, Райан, Грэм и Яс обнаруживают заколоченный домик и девочку по имени Ханне, которой нужна их помощь. Что тут случилось? Какое чудовище таится в лесу вокруг хижины и за его пределами? |    |                                                                 |                   |                             |                       |                        |                    |
| 286 | 10 | «Битва на Ранскур Ав Колосе» «The Battle of Ranskoor Av Kolos»  | Джейми Чайлдс     | Крис Чибнелл                | 6,65                  | 79                     | 9 декабря 2018     |
| На планете Ранскур Ав Колос лежат останки кровопролитного сражения. Но когда Доктор, Грэм, Яс и Райан отвечают на девять отдельных сигналов бедствия, они узнают, что планета скрывает куда больше секретов. Кем является таинственный полководец без памяти? Что находится за туманами? Кто такие аксы? Ответы приведут Доктора и её друзей к смертельной расплате. |    |                                                                 |                   |                             |                       |                        |                    |
| Специальный новогодний выпуск (2019) |    |                                                                 |                   |                             |                       |                        |                    |
| 287 | —  | «Решение» «Resolution»                                          | Уэйн Ип           | Крис Чибнелл                | 7,13                  | 80                     | 1 января 2019      |
| С наступлением нового года по разным векам земной истории разжигается ужасающее зло. Когда Доктор, Райан, Грэм и Яс возвращаются домой, смогут ли они предотвратить угрозу планете Земля? |    |                                                                 |                   |                             |                       |                        |                    |

## Подбор актёров

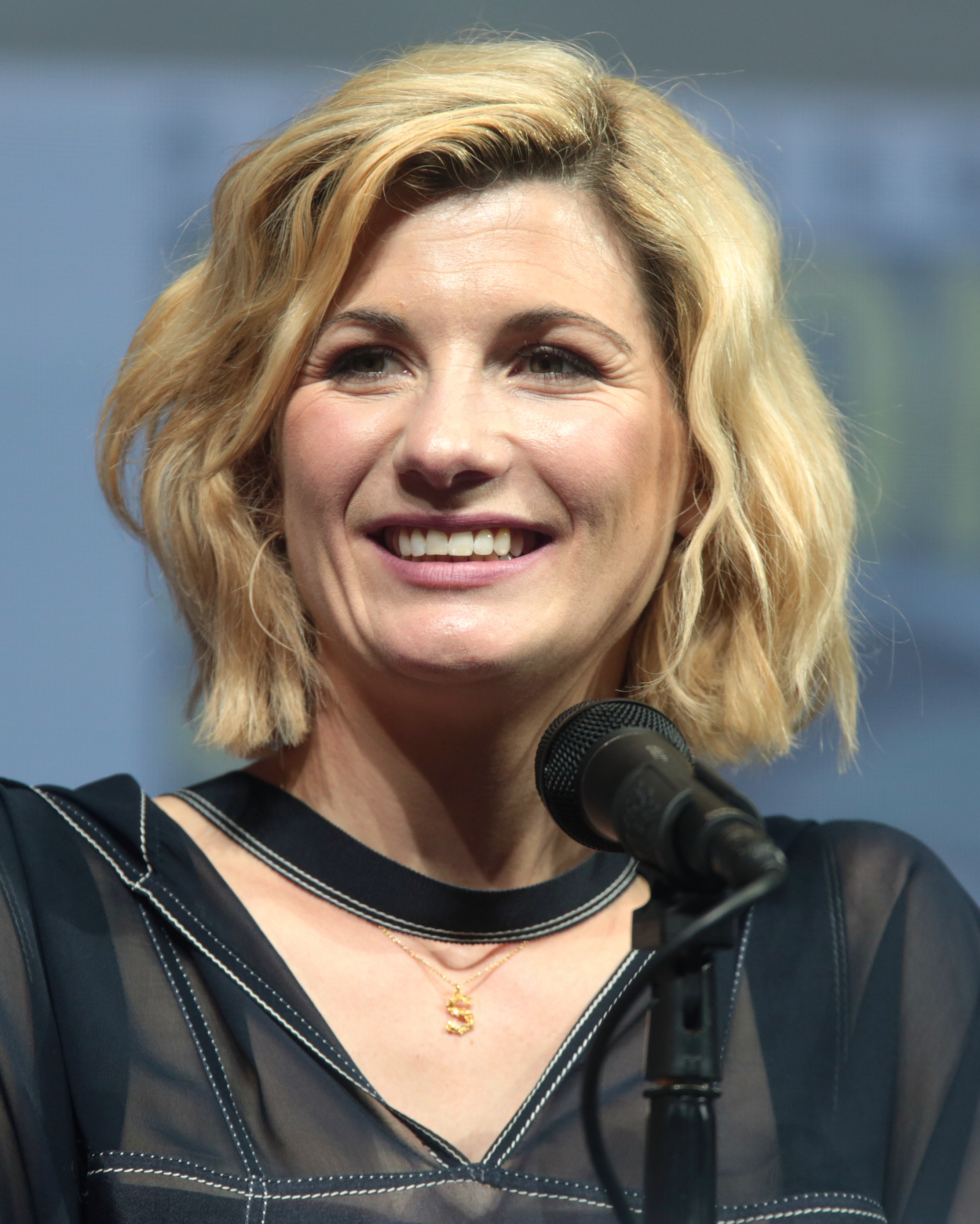
Джоди Уиттакер на Международном комик-коне в Сан-Диего 2018 года, где она представила первый сезон «Доктора Кто» с её участием

Одиннадцатый сезон «Доктора Кто» стал первым полноценным сезоном с участием Джоди Уиттакер, которой досталась роль Тринадцатого Доктора. Её предшественник, Питер Капальди, покинул шоу после десятого сезона, снявшись в трёх сезонах сериала. В последний раз он был замечен в рождественском спецвыпуске 2017 года «Дважды во времени». По словам Моффата, Чибнелл пытался уговорить Капальди остаться ещё на один сезон, но актёр так и не изменил своего решения..
Мы сделаем всё, как делали раньше: напишем сценарий, затем пойдём и найдём лучшего среди тех, кто этот сценарий прочитает. Мы не можем просто выйти и бросить вам абстрактную идею... Творческие возможности безграничны, но в то же время у меня есть чёткое представление о том, по какому пути мы пойдём, даже не зная, кто сыграет роль того, с кем мы пойдём
Поиски нового актёра на роль Доктора начались в конце 2016 года, после того, как Чибнелл закончил работу над третьим сезоном сериала «Убийство на пляже», шоураннером которого он также являлся. Несмотря на то, что последнее слово в выборе нужного актёра было за самим Чибнеллом, мнения Шарлотты Мур и Пирса Венгера (ответственную за контент и главу отела драмы BBC соответственно) также учитывались. Одними из фаворитов на роль нового Доктора были Бен Уишоу и Крис Маршалл. Тем не менее, 16 июля 2017 года, сразу после завершения финала Уимблдонского турнира среди мужчин, было объявлено, что очередное воплощение Доктора сыграет Джоди Уиттакер.
Мишель Гомес подтвердила, что десятый сезон стал для неё последним и она не вернётся к роли Мисси ни в одиннадцатом сезоне, ни когда-либо впредь. Также было подтверждено, что у Доктора будут совершенно новые спутники. На Международном комик-коне в Сан-диего 2017 года стало известно, что ни Мэтт Лукас, ни Перл Маки не вернутся к ролям Нардола и Билл Поттс соответственно после спецвыпуска «Дважды во времени». В результате в одиннадцатом сезоне были представлены новые спутники — Грэм О’Брайен, Райан Синклер и Ясмин Хан в исполнении Брэдли Уолша, Тозина Коула и Мандип Гилл соответственно. О том, что Уолш точно появится в сериале, начали ходить слухи ещё в августе 2017 года. Также на повторяющуюся роль жены Грэма и бабушки Райана, Грейс, была приглашена актриса Шерон Д. Кларк.
8 марта 2018 года актёр Алан Камминг подтвердил, что появится в одном эпизоде в роли короля Якова I. 25 марта комик Ли Мак раскрыл, что также появится в одном из эпизодов. Кроме того, в сезоне появится Шон Дули. После премьеры серии «Женщина, которая упала на Землю» было подтверждено, что в качестве приглашённых актёров появятся Марк Эдди, Джули Хесмондхал, Шейн Заза, Шобна Гулати, Бретт Голдштейн, Джошуа Боуман, Шивон Финнеран, Лоис Чимимба, Сьюзан Линч, Хамза Джитоа, Арт Малик, Сюзанн Пэкер, Винетт Робинсон, Амита Суман, Бен Бэйли Смит, Филлис Логан и Крис Нот.

## Производство

### Работа над сценарием и производственная команда
В апреле 2015 года Стивен Моффат раскрыл, что «Доктор Кто» будет идти, по крайней мере, ещё пять лет, то есть до 2020 года. В январе 2016 года он объявил, что десятый сезон станет для него последним как исполнительного продюсера и главного сценариста и на обоих постах его сменит Крисс Чибнелл . Помимо Чибнелла исполнительными продюсерами выступили Мэтт Стревенс и Сэм Хойл . В феврале 2017 года Моффат также подтвердил, что не будет писать для одиннадцатого сезона.
Всего для сезона было запланировано 10 эпизодов, в отличие от всех предыдущих, где было 12 или 13 серий. Хронометраж каждого эпизода составит 50 минут, в то время как премьера, «Женщина, которая упала на Землю» длилась 65 минут. На Международном комик-коне в Сан-Диего Чибнелл раскрыл, что каждая серия будет отдельной и независимой историей, то есть сезон не будет включать арок по два или три эпизода. Также по словам нового шоураннера в новых сериях не будет далеков.
В июле 2018 года стало известно, что команда сценаристов впервые в истории шоу будет в основном состоять из представителей расовых и этнических меньшинств и включать двух женщин и трёх мужчин. В то же время приглашённые режиссёры также будут как мужчинами, так и женщинами. Кроме того, все редакторы, кроме одного, являются женщинами. Это было сделано, чтобы обеспечить разнообразие в производственной команде.
Джейми Чайлдс срежиссировал эпизоды первый, седьмой (первый производственный блок), девятый и десятый (пятый производственный блок) эпизоды., а также тизер, в котором впервые была представлена Тринадцатый Доктор . Режиссёром серий третьего производственного блока стала Салли Апрахэмиан. Полный список сценаристов и режиссёров одиннадцатого сезона был раскрыт в августе 2018 года в очередном выпуске Doctor Who Magazine и включал Мэлори Блэкмен, Эда Хима, Пита Мактая, Винея Пателя и Джой Уилкинсон.

### Съёмки
Подготовка к съёмкам началась в октябре 2017 года. Непосредственно съёмочный процесс начался в ноябре 2017 года и завершился 3 августа 2018 года. Дата премьеры была назначена на 7 октября 2018 года. Серии одиннадцатого сезона стали выходить по воскресеньям, впервые в истории шоу, поскольку до этого эпизоды возрождённого сериала, как правило, выходили субботним вечером.
Чтобы шоу выглядело более кинематографичным, в процессе съёмок операторы впервые использовали широкоугольные объективы Cooke и Angénieux. Всего для сезона было снято 11 эпизодов, последний из которых является рождественским спецвыпуском. Съёмки проходили в различных локациях, в том числе на территории жилищного комплекса Парк Хилл, расположенного в Шеффилде.
Производственные блоки распределились следующим образом:
| Блок | Эпизоды                                             | Режиссёр          | Сценарист                                  | Продюсер     | Прим.                |
| ---- | --------------------------------------------------- | ----------------- | ------------------------------------------ | ------------ | -------------------- |
| 1    | «Женщина, которая упала на Землю» «Демоны Пенджаба» | Джейми Чайлдс     | Крис Чибнелл Виней Патель                  | Никки Уилсон | [ 37 ] [ 43 ] [ 48 ] |
| 2    | «Призрачный памятник» «Роза»                        | Марк Тондерей     | Крис Чибнелл Мэлори Блэкмен и Крис Чибнелл | Никки Уилсон | [ 52 ] [ 53 ] [ 54 ] |
| 3    | «Арахниды в Великобритании» «Искатели ведьм»        | Салли Апрахамян   | Крис Чибнелл Джой Уилкинсон                | Алекс Мёрсер | [ 44 ] [ 45 ]        |
| 4    | «Головоломка Цуранга» «Керблам!»                    | Дженнифер Перротт | Крис Чибнелл Пит Мактай                    | Никки Уилсон | [ 55 ]               |
| 5    | «Оно забирает тебя» «Битва на Ранскур Ав Колосе»    | Джейми Чайлдс     | Эд Хайм Крис Чибнелл                       | Алекс Мёрсер | [ 52 ] [ 56 ]        |
| X    | «Решение»                                           | Уэйн Ип           | Крис Чибнелл                               | Никки Уилсон | [ 50 ] [ 57 ]        |

### Производственный дизайн и визуальные эффекты
20 февраля 2018 года на панели BBC Worldwide был представлен новый логотип сериала «Доктор Кто», дизайном которого занималось творческое объединение Little Hawk. та же компания разработала ещё один логотип — стилизованное слово who внутри круга. Визуальными эффектами занималась британская компания DNEG. Для сезона также были созданы начальные титры, которые не были использованы в серии «Женщина, которая упала на Землю», но стали частью сериала начиная с эпизода «Призрачный памятник».

### Музыка
В феврале 2018 года стало известно, что Мюррей Голд, постоянный композитор сериала с его возрождения в 2005 году, покинет проект и не будет писать музыку для одиннадцатого сезона. 26 июня 2018 год Крис Чибнелл раскрыл, что новым композитором сериала станет выпускник Королевской Бирмингемской Консерватории Сегун Акинола.

## Продвижение
Первый тизер сезона был выпущен во время финала Чемпионата мира по футболу 2018 15 июля 2018 года, почти ровно через год после объявления Уиттакер Тринадцатым Доктором. Уиттакер, Гилл, Коул, Чибнелл и Стривенс продвигали шоу на панели на Comic-Con в Сан-Диего 19 июля 2018 года, на котором был выпущен первый трейлер. 20 сентября 2018 года был представлен второй трейлер. Премьера первого эпизода состоялась в Шеффилде в рамках красной дорожки, посвящённой выходу нового сезона.

## Трансляция и критика
На агрегаторе рецензий Rotten Tomatoes сезон получил 90 % положительных рецензий со средней оценкой 7,35 из 10 на основе 42 рецензий. Консенсус критиков гласит: «В свою 55-ю годовщину „Доктор Кто“, ведомый безграничной энергией и очарованием Джоди Уитакер, ощущается как глоток свежего воздуха». На сайте Metacritic, учитывающий лишь среднюю оценку, у сезона 78 баллов из 100 на базе 10 отзывов критиков, что соответствует «преимущественно положительным отзывам».

## Саундтрек
Саундтрек-сингл под названием «Thirteen», тема Тринадцатого Доктора, был выпущен компанией Silva Screen Records 12 декабря 2018 года. 40 саундтреков из сезона, написанные Сегуном Акинолой, были выпущены Silva Screen Records на CD 11 января 2019 года, включая два трека из новогоднего спецвыпуска 2019 года «Решение».